# 20279 Гарель
20279 Гарель (20279 Harel) — астероїд головного поясу, відкритий 20 березня 1998 року.
Тіссеранів параметр щодо Юпітера — 3,580.